# Toyota Tercel
Toyota Tercel (znana także pod nazwą Toyota Corsa) – subkompaktowy samochód osobowy produkowany przez japońską firmę Toyota w latach 1978 - 2000 z przeznaczeniem na rynek rodzimy, europejski oraz północnoamerykański. Dostępny był jako: 2-drzwiowe coupé, 3- i 5-drzwiowy hatchback, 4-drzwiowy sedan oraz 5-drzwiowe kombi. Do napędu używano benzynowych silników R4 o pojemności 1,3 lub 1,5 l oraz w późniejszym czasie Diesla 1.5. Moc przenoszona była na oś przednią (opcjonalnie AWD) poprzez 4- lub 5-biegową automatyczną bądź 4- lub 5-biegową manualną skrzynię biegów. Powstało pięć generacji Toyoty Tercel. Samochód został zastąpiony przez model Platz/Echo.

## Dane techniczne ('97 R4 1.3)

### Silnik
- R4 1,3 l (1331 cm³), 4 zawory na cylinder, DOHC
- Układ zasilania: wtrysk
- Średnica cylindra × skok tłoka: 74,00 mm × 77,40 mm
- Stopień sprężania: 9,5:0
- Moc maksymalna: 85 KM (63 kW) przy 5500 obr./min
- Maksymalny moment obrotowy: 118 N•m przy 4400 obr./min

## Dane techniczne ('97 R4 1.5 TD)

### Silnik
- R4 1,5 l (1453 cm³), 2 zawory na cylinder, SOHC, turbo
- Układ zasilania: wtrysk
- Średnica cylindra × skok tłoka: 74,00 mm × 84,50 mm
- Stopień sprężania: 22,0:0
- Moc maksymalna: 67 KM (49 kW) przy 4200 obr./min
- Maksymalny moment obrotowy: 137 N•m przy 2600 obr./min

## Galeria

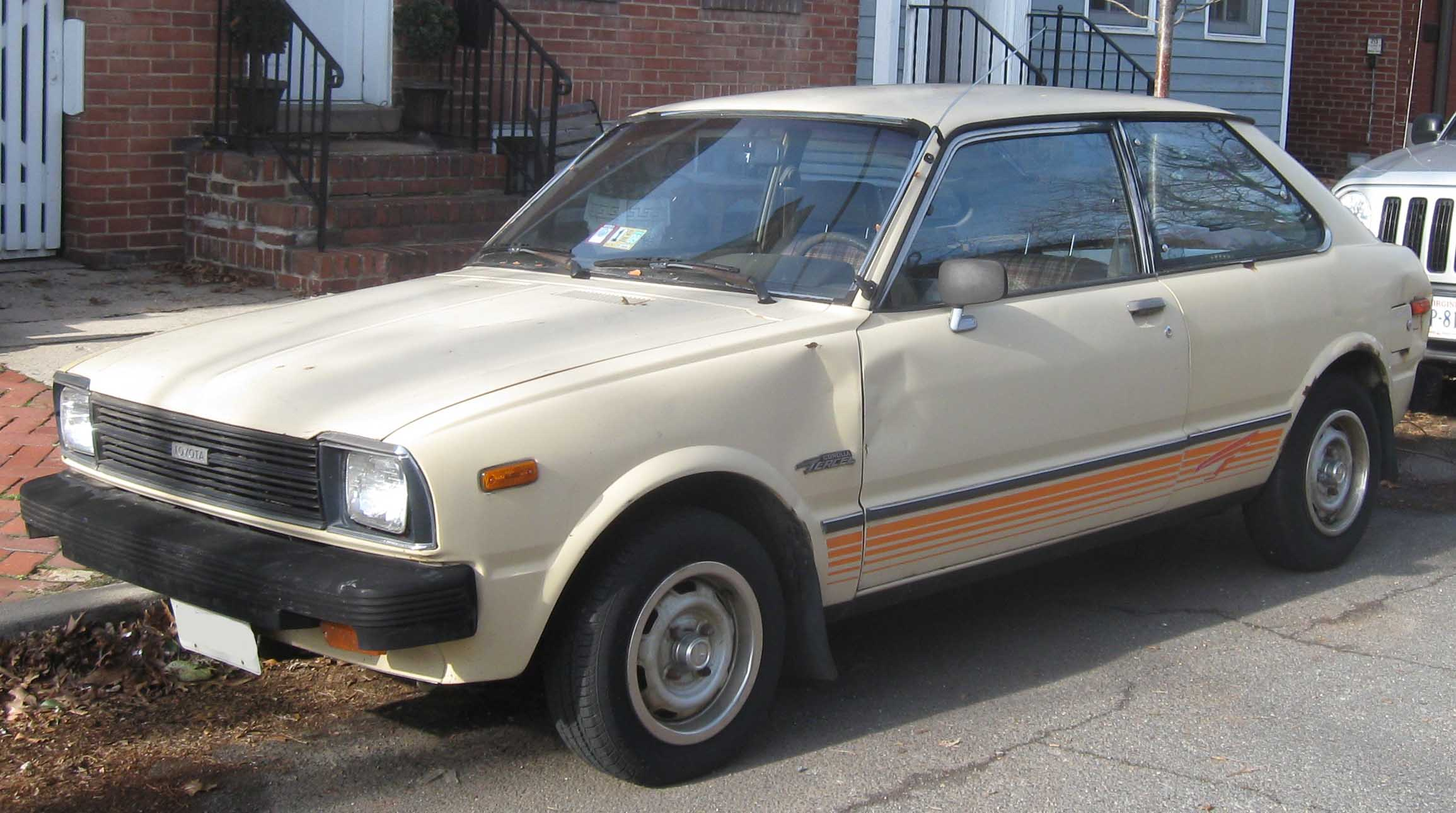
I generacja - hatchback
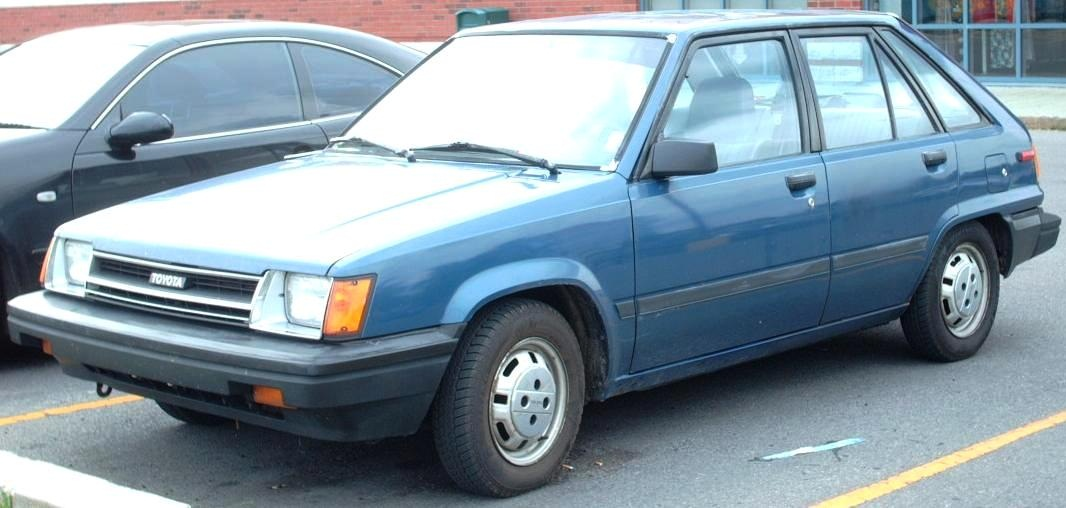
II generacja - hatchback
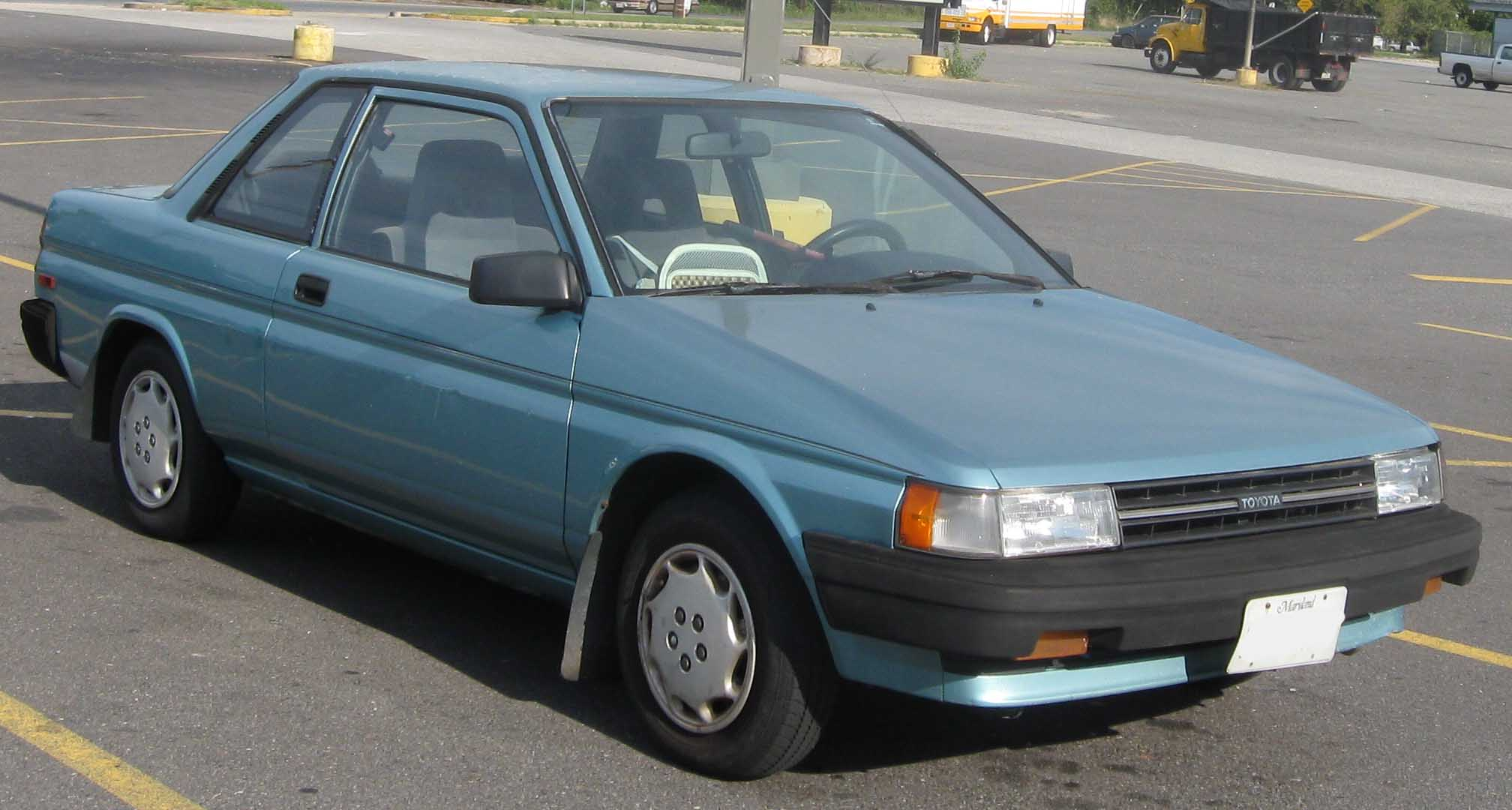
III generacja - coupé
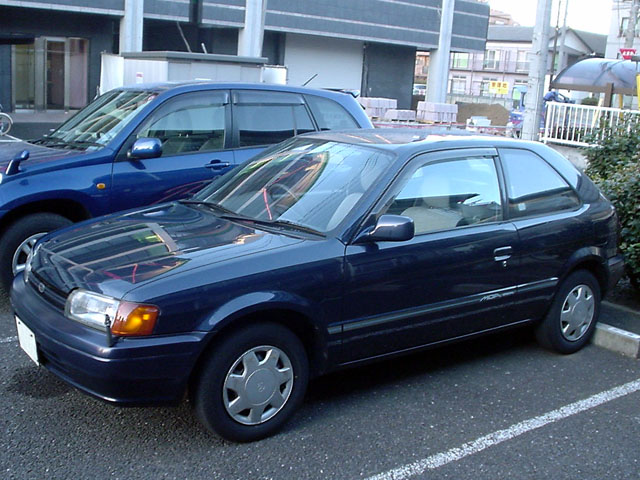
V generacja - Corsa hatchback